# Intercosmos 22
Intercosmos 22, también denominado IK-B-1300 o IK Bulgaria 1300, fue satélite artificial soviético lanzado por un cohete Soyuz desde el cosmódromo de Plesetsk. El satélite estaba dedicado a la investigación de la ionosfera y la magnetosfera terrestres y su instrumentación fue construido por científicos búlgaros con la ayuda de científicos soviéticos.
El satélite estaba estabilizado en los tres ejes y estaba alimentado por dos paneles solares que proporcionaban hasta 2 kilovatios de potencia, utilizando baterías durante los momentos de eclipse. Portaba dos grabadoras de datos, cada una con una capacidad de 60 megabits. El transmisor tenía una potencia de 10 vatios, utilizando la banda de 130 MHz.